# Ivan Kharitonov
Ivan Mikhailovich Kharitonov (1872 — 17 de julho de 1918), foi o cozinheiro da corte do czar Nicolau II. Ele seguiu a família Romanov no exílio a seguir a Revolução Russa de 1917 e foi executado pelos Bolcheviques em 17 de julho de 1918, em Ecaterimburgo.
Como os Romanov, Kharitonov foi canonizado como neomártir pela Igreja Ortodoxa Russa no Exterior em 1981, como vítima de repressão Soviética.
A mulher e a filha de Kharitonov o acompanharam no exílio em Tobolsk, mas não o seguiram quando os Bolcheviques mudaram os prisioneiros para Ekaterimburgo, na primavera de 1918.
O neto de Kharitonov compareceu ao seu funeral, que aconteceu em 17 de julho de 1998 na Catedral de São Pedro e São Paulo em São Petersburgo. Esse funeral foi realizado para Kharitonov, para a família, seus criados (Demidova, Alexei Trupp) e outras vítimas mortas pelos Bolcheviques oitenta anos antes.